# Premiul Globul de Aur pentru cel mai bun actor într-o miniserie
Premiul Globul de Aur pentru cel mai bun actor într-o miniserie este unul dintre premiile care se acordă anual la gala Premiile Globul de Aur, și este decernat de Asociația de presă străină de la Hollywood (Hollywood Foreign Press Association, HFPA).

## Câștigători

### Anii 1980
- 1981: Mickey Rooney – Bill
- 1982: Anthony Andrews – Brideshead Revisited
- 1983: Richard Chamberlain – The Thorn Birds
- 1984: Ted Danson – Something About Amelia
- 1985: Dustin Hoffman – Death of a Salesman
- 1986: James Woods – Promise
- 1987: Randy Quaid – LBJ: The Early Years
- 1988: Michael Caine – Jack the Ripper și Stacy Keach – Hemingway
- 1989: Robert Duvall – Lonesome Dove

### Anii 1990
- 1990: James Garner – Decoration Day
- 1991: Beau Bridges – Without Warning: The James Brady Story
- 1992: Robert Duvall – Stalin
- 1993: James Garner – Barbarians at the Gate
- 1994: Raúl Juliá – The Burning Season
- 1995: Gary Sinise – Truman
- 1996: Alan Rickman – Rasputin: Dark Servant of Destiny
- 1997: Ving Rhames – Don King: Only in America
- 1998: Stanley Tucci – Winchell
- 1999: Jack Lemmon – Inherit the Wind

### Anii 2000
- 2000: Brian Dennehy – Death of a Salesman
- 2001: James Franco – James Dean
- 2002: Albert Finney – The Gathering Storm
- 2003: Al Pacino – Angels in America
- 2004: Geoffrey Rush – The Life and Death of Peter Sellers
- 2005: Jonathan Rhys-Meyers – Elvis
- 2006: Bill Nighy – Gideon's Daughter
- 2007: Jim Broadbent – Longford
- 2008: Paul Giamatti – John Adams
- 2009: Kevin Bacon – Taking Chance

### Anii 2010
- 2010: Al Pacino – You Don't Know Jack
- 2011: Idris Elba - Luther
- 2012: Kevin Costner - Hatfields & McCoys
- 2013: Michael Douglas - Behind the Candelabra
- 2014: Billy Bob Thornton - Fargo
- 2015: Oscar Isaac - Show Me a Hero
- 2016: Tom Hiddleston - The Night Manager
- 2017: Ewan McGregor - Fargo
- 2018: Darren Criss - The Assassination of Gianni Versace: American Crime Story
- 2019: Russell Crowe – The Loudest Voice

### Anii 2020
- 2020: Mark Ruffalo – I Know This Much Is True
- 2021: Michael Keaton – Dopesick
- 2022: Evan Peters – Dahmer – Monster: The Jeffrey Dahmer Story
- 2023: Steven Yeun – Beef
- 2023: Colin Farrell – Pinguinul